# Полюс недоступности (антарктическая станция)
«Полюс недоступности» — временная советская антарктическая станция в 2100 километрах от станции «Мирный», действовавшая в декабре 1958 года. Имеет код 89550 согласно Всемирной метеорологической организации.
Получила своё название из-за расположения в точке, наиболее удалённой от берегов Антарктиды, — так называемом южном полюсе недоступности.

## История
Основана 14 декабря 1958 года участниками санно-гусеничного похода третьей Советской антарктической экспедиции во главе с Е. И. Толстиковым. Начальником станции был В. К. Бабарыкин. Во время торжественной церемонии открытия станции на её крыше полярниками был установлен бюст Ленина, обращённый лицом к Москве, а на радиомачте водружён Государственный флаг СССР.
Изначально на станции пребывали 18 человек, включая пятерых учёных. В небольшом здании станции могли жить четыре человека, там же находилась радиостанция и электростанция. Станция использовалась для метеорологических, гляциологических, геомагнитных и актинометрических наблюдений. Была пробурена скважина глубиной 60 метров для измерения температуры снежного покрова, подготовлена взлётно-посадочная полоса.
17 декабря 1958 года на подготовленную взлётно-посадочную полосу сел самолёт Ли-2, забравший днём позднее на «Мирный» нескольких участников экспедиции, в числе которых — Е. И. Толстиков. После этого на станции осталось 14 человек, включая четырёх учёных.
26 декабря станцию законсервировали, оставив жилую постройку на санях на четырёх человек, после чего отправились в обратный путь, вернувшись в обсерваторию «Мирный» 18 января 1959 года.

### После закрытия
8-я Советская антарктическая экспедиция посетила станцию 1 февраля 1964 года и покинула её пять дней спустя, а в 1967 году это место посетила 12-я Советская антарктическая экспедиция.
В январе 2007 года трое англичан (Рори Суит, Руперт Лонгсдон, Генри Куксон) и канадец Пол Лэндри впервые в истории достигли «Полюса недоступности» на лыжах, используя тягу буксировочных воздушных змеев. Пол Лэндри к тому времени совершил четыре перехода через Антарктику и три перехода через Арктику. Участники преодолели расстояние в 1756 км от станции «Новолазаревская» до «Полюса недоступности» за 49 дней, достижение группы занесено в «Книгу рекордов Гиннесса». По их сведениям, бюст Ленина по-прежнему находится на крыше советской станции. Генри Куксон расчистил от снега вход в домик, чтобы оставить запись в книге гостей, находящейся в домике, однако дверь оказалась запертой.
27 декабря 2011 года подобным образом до «Полюса недоступности» добралась экспедиция, в состав которой вошли американский фотограф и путешественник Себастиан Коупленд и сын Пола Лэндри Эрик МакНейр-Лэндри.
В 2012 году после предложения России на Консультативном совещании по Договору об Антарктике засыпанное здание станции, возвышающийся бюст Ленина, а также мемориальная доска, увековечивающая покорение Полюса недоступности советскими исследователями Антарктики в 1958 году, были признаны Историческим местом или памятником (ИМП 4).
В 2018 году станцию посетил Валдис Пельш.
25 января 2020 года китаянка Фэн Цзин дошла на лыжах до  Полюса недоступности.
В январе 2025 года на станции «Восток» учёные 70-й Российской антарктической экспедиции Арктического и антарктического научно-исследовательского института начали тестирование метеорологического оборудования для запуска автоматических наблюдений на станции «Полюс недоступности». Предполагается использования специальных аккумуляторов, разработанных российским производителем для работы на МКС. Скорость ветра планируется измерять ультразвуковым способом для исключения механических поломок датчика. Передавать метеоинформацию предполагается в автоматическом режиме по спутниковой связи.

## Расположение и условия
Станция была расположена на равнинной поверхности ледникового плато южнее Земли Эндерби. Расстояние до Южного полюса — 878 километров, до станции Советская — около 600. Высота над уровнем моря составляет 3718 метров, толщина льда в районе станции — 2980 метров.
Природные условия схожи с условиями станции «Восток». Средняя годовая температура воздуха составляет −56,8 °C, что на 1,4 градуса ниже, чем на «Востоке». Впрочем, из-за нерегулярности наблюдений на «Полюсе недоступности» полюсом холода считается именно «Восток».